# Villa Piccolo
Villa Piccolo è un museo e un parco storico-culturale gestito dalla Fondazione Famiglia Piccolo di Calanovella e sorge a pochi chilometri da Capo d'Orlando, comune italiano della città metropolitana di Messina in Sicilia. 
Costruita alla fine del IX secolo, la Villa, prima di essere trasformata in casa-museo, fu dimora dei Piccolo, i fratelli Casimiro Piccolo (Barone di Calanovella), Lucio Piccolo e Agata Giovanna, che vi dimorarono fino alla morte. Il primo, celebre artista e fotografo, si dedicò alla fotografia, all'occultismo e ad acquerelli di genere fantastico, il secondo è noto per le sue liriche, la sorella Agata Giovanna fu invece appassionata di botanica. Insieme a loro visse a Villa Piccolo (un tempo chiamata Villa Vina) anche la madre, la baronessa Teresa Mastrogiovanni Tasca Filangeri di Cutò, fino all'anno della sua morte avvenuta nel 1954.

## La casa-museo e il parco
Le stanze che compongono il museo di Villa Piccolo vedono concentrare in ciascun ambiente gli oggetti dei personaggi che ricordano, così la stanza del poeta Lucio raccoglie le sue foto e le prime stampe delle sue poesie, incorniciate, insieme ad oggetti cari e, a suo dire, carichi di valenza ispiratrice del passato, la stanza di Casimiro ha le sue foto e i suoi apparecchi fotografici, insieme a tavolozze, acquarelli e pensieri che sembrano fondersi fino a ridefinire i contorni del valore stesso del tratto, la stanza di Agata Giovanna, con i suoi candelabri rosa e i suoi ricami, offre al visitatore la vista di una copia, certamente rara, della sua unica pubblicazione sullo studio della Puya Berteroniana, unico esemplare in Europa presente e vegeto a villa Piccolo.

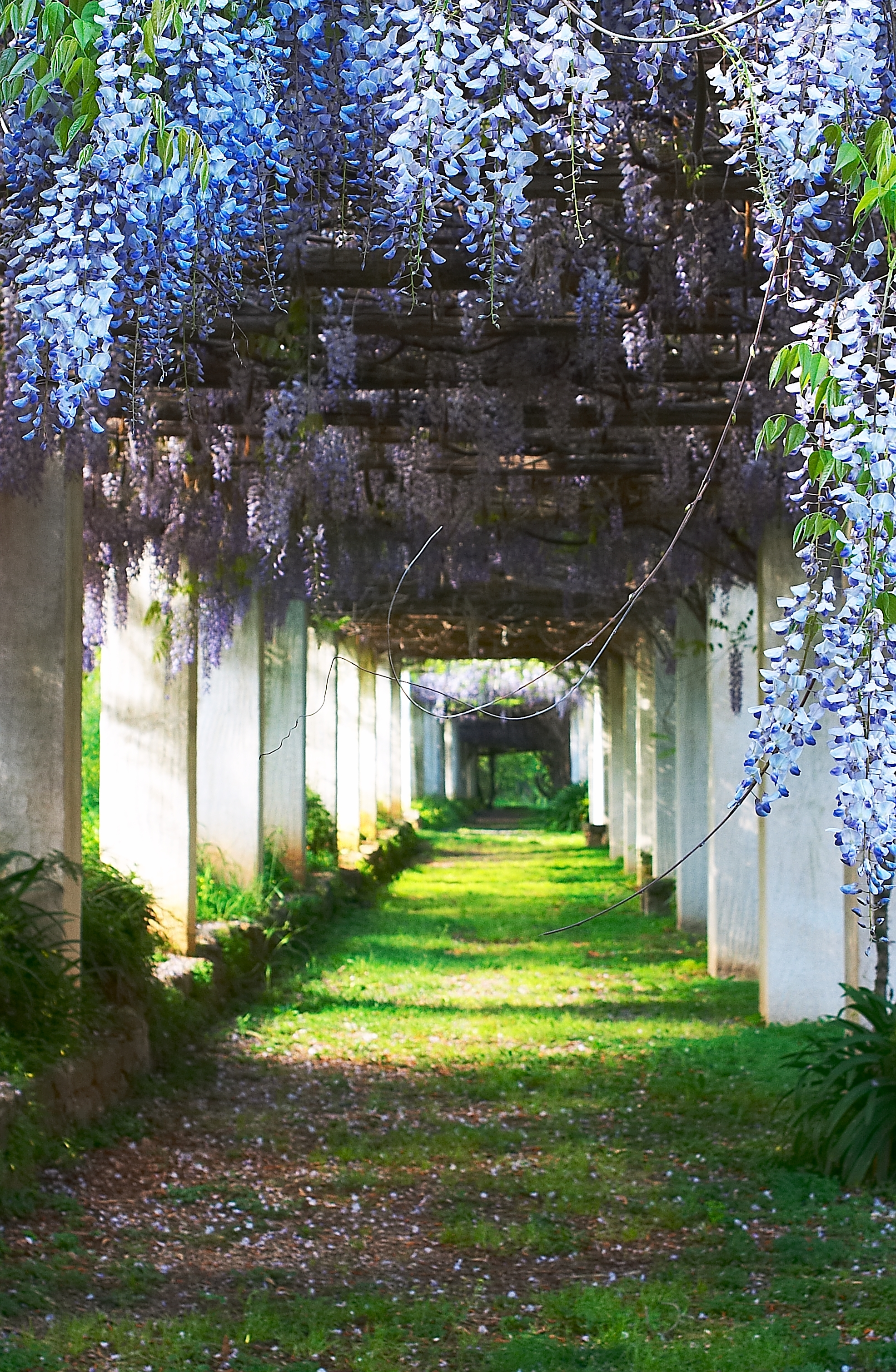
Viale della villa, testimonianza dell'interesse botanico della sorella Agata Giovanna

Di particolare interesse, anche la sala da pranzo, con il tavolo e il posto perennemente apparecchiato per la madre dei Piccolo, Teresa Mastrogiovanni Tasca Filangeri di Cutò. Oggi come al tempo in cui i tre fratelli vissero nella dimora orlandina.
Una stanza molto visitata è quella degli ospiti, che ebbe quale ospite fisso nei periodi estivi, Giuseppe Tomasi di Lampedusa, l'autore del Gattopardo e cugino in primo grado dei Piccolo. Sua madre Beatrice, infatti, era sorella di Teresa Mastrogiovanni. Qui sono state scritte diverse celebri pagine del romanzo e proprio da Villa Piccolo, dopo la morte di Lampedusa, Lucio Piccolo spedì alla Mondadori il dattiloscritto originario del Gattopardo, poi rifiutato, prima di essere infine pubblicato da Feltrinelli.
Nella casa museo sono archiviati poco meno di 2400 libri ed altri sono in fase di restauro.
Nel parco, grande 20 ettari, merita una menzione il "cimitero dei cani", nel quale sono seppelliti i cani (ma anche i gatti) di famiglia. In tutto sono presenti 35 piccole tombe, che i Piccolo vollero riservare ai loro animali domestici.
Ulteriore menzione merita l'esedra su cui è posto un grande sedile in pietra, ove avevano l'abitudine di riposare Giuseppe Tomasi di Lampedusa e Lucio Piccolo, all'ombra di un grande pino marittimo, ribattezzato il "pino di Lampedusa".

### La fondazione Famiglia Piccolo di Calanovella
La Fondazione Famiglia Piccolo di Calanovella è un ente morale che gestisce la casa-museo e il parco di Villa Piccolo. Fu fondata 28 marzo 1970 col testamento del barone Casimiro Piccolo di Calanovella alla morte del poeta Lucio Piccolo, per evitare che il patrimonio culturale, librario, naturalistico e artistico del parco di villa Piccolo andasse disperso.
La fondazione promuove ogni anno un programma di iniziative culturali, tese a valorizzare la cultura siciliana, la conservazione della memoria storica della famiglia Piccolo di Calanovella, la gestione del museo e del parco di villa Piccolo. La rassegna prende il nome di "Ingressi di paesaggi" (da una frase di Lucio Piccolo). Al suo interno il ciclo culturale "Le Porte del Sacro" ideato da Alberto Samonà, consigliere di amministrazione della Fondazione fino alle sue dimissioni, rassegnate il 17 maggio 2020.
Presidente storico della Fondazione Piccolo è stato il giornalista e scrittore Bent Parodi, che ha guidato l'ente fino al dicembre 2009. Il cda è attualmente presieduto dall'avvocato Andrea Pruiti Ciarello, eletto presidente della Fondazione Famiglia Piccolo di Calanovella nel 2019.
La fondazione si è occupata negli anni della valorizzazione della figura di Lucio Piccolo, dell'arte di Casimiro Piccolo e del legame tra Giuseppe Tomasi di Lampedusa e la famiglia Piccolo, con la proposta di testi, conservando anche importanti inediti di lettere di Tomasi di Lampedusa.
A cura della Fondazione è edita una collana libraria, ribattezzata "I quaderni dell'Almagesto", diretta da Aurelio Pes.